# Wedell-Williams XP-34
Wedell-Williams XP-34 – niezrealizowany projekt amerykańskiego samolotu myśliwskiego zamówionego przez United States Army Air Corps w Weddell-Williams Air Service. Samolot miał bazować na samolotach wyścigowych Weddella i być najszybszym samolotem pościgowym Armii.

## Historia
Na początku lat 30. XX wieku samoloty wyścigowe projektowane w Stanach Zjednoczonych były znacznie szybsze od używanych przez USAAC myśliwców i około 1932 rozpoczęto planowanie zaprojektowania myśliwca bazującego na samolocie wyścigowym.
Około 1935 wytwórnia Weddell-Williams Air Service zaproponowała USAAC zaprojektowanie myśliwca bazującego na jednym z samolotów wyścigowych tej firmy.  Według oceny Armii samoloty wyścigowe nie były zbudowane w sposób wystarczająco trwały i miały zbyt kruchą konstrukcję, aby móc służyć jako samoloty bojowe. Mimo to 6 maja 1935 przyjęto propozycję Weddella-Williamsa i 1 października firmie przyznano kontrakt na zaprojektowanie samolotu, który otrzymał oznaczenie XP-34.
Początkowo planowany samolot miał być napędzany 700-konnym silnikiem Pratt & Whitney R-1535, wyglądem bardzo przypominał powstały wcześniej samolot wyścigowy Wedell-Williams Model 44.  Cała maszyna była zbudowana wokół ciężkiego silnika i miała dużą masę własną wynosząca około 4250 funtów (1930 kg). Planowana prędkość maksymalna samolotu miała wynosić 286 mil na godzinę na wysokości 10.000 stóp (460 km na 3050 m).
Samolot miał mieć konstrukcję mieszaną – kadłub miał mieć konstrukcję metalową, ale powierzchnie sterowe i tylna część kadłuba za kabiną pilota miały być kryte płótnem.
W ciągu czterech lat które upłynęły pomiędzy pierwszym pomysłem a zakupem planów, osiągi samolotów myśliwskich znacząco się poprawiły i zbudowano już wówczas samoloty o osiągach podobnych i przekraczających planowane osiągi XP-34 (Consolidated P-30, Seversky P-35 czy Curtiss P-36 Hawk).  W tej sytuacji zaproponowano zmianę silnika na 900-konny Pratt & Whitney XR-1830-C, co miało dać maszynie prędkość maksymalną wynoszącą 308 mil na godzinę (495 km/h), ale i te osiągi nie różniły się znacząco od osiągów ówczesnych myśliwców.  Oceniono, że w planowanej postaci samolot nie byłby zdolny do przenoszenia wystarczającego uzbrojenia, a jego zasięg byłby bardzo ograniczony i ostatecznie projekt został anulowany przez rozpoczęciem konstrukcji prototypu.